# Корі Мейн
Корі Мейн (англ. Corey Main, 27 лютого 1995) — новозеландський плавець.
Учасник Олімпійських Ігор 2016 року.